# Andouillette

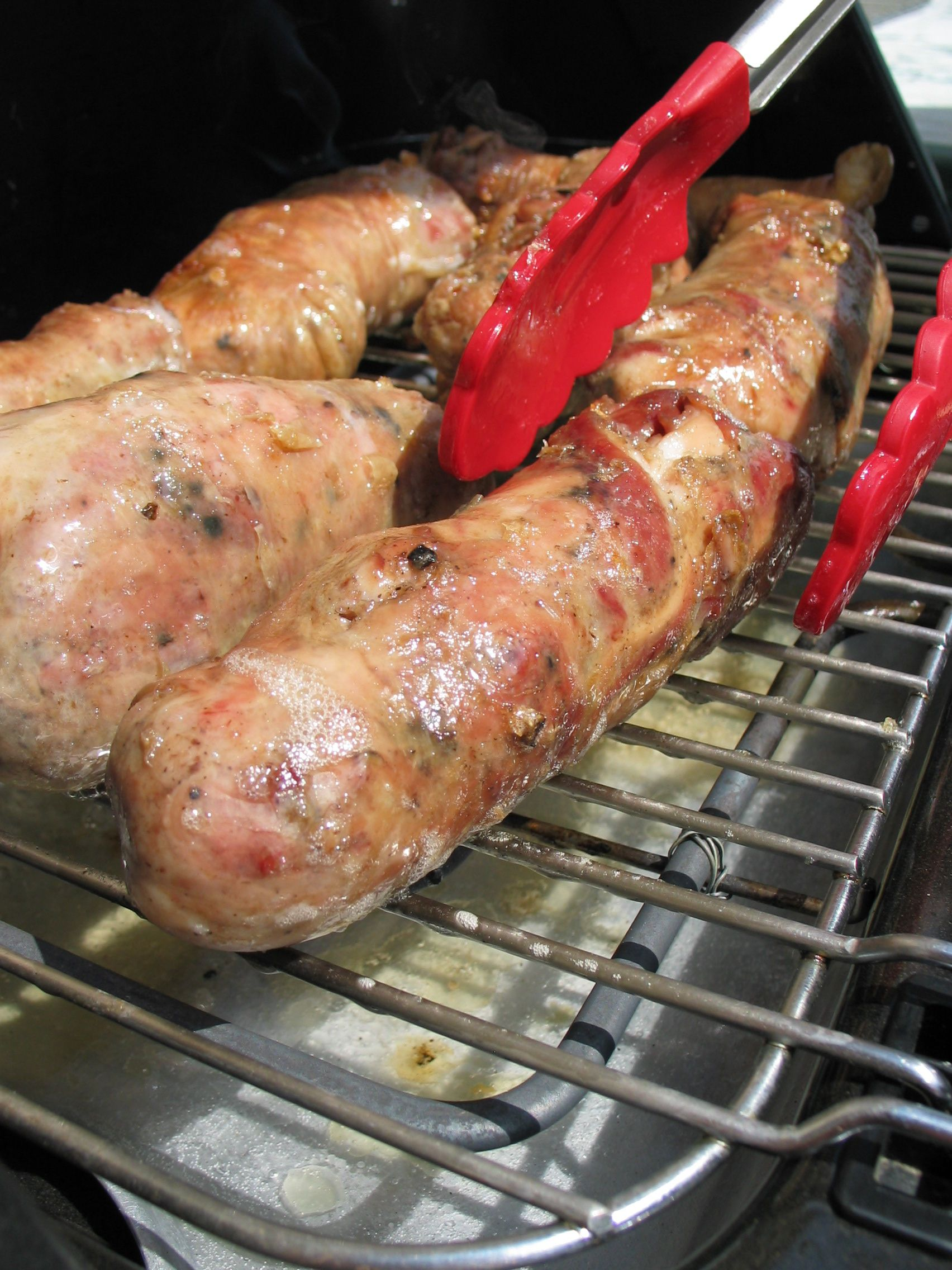

Andouillette sunt cârnați franțuzești, o specialitate din Lyon, Troyes și Cambrai.
Andouillettul tradițional este făcut din colon si stomac de porc. În timpurile moderne, conținutul poate varia mult consistând din intestine de porc, vacă și/sau vițel. A nu se confunda cu cârnații Andouille, care sunt mult mai iuți, dar mai slabi in ceea ce privește mirosul provenit de la animale.
Andouillettul american, cum ar fi cele produse de Hormel Foods Arhivat în 29 octombrie 2006, la Wayback Machine., sunt chiar acceptabile gusturilor americane.
Andouillettul franțuzesc, în schimb, este un gust dobândit și poate fi o provocare chiar și pentru cei mai aventuroși consumatori. Este uneori consumat rece, la picnic. Servit rece si feliat subțire, mirosul, gustul și consistența pot fi confundate cu cel al Anouille-ului, dar consistența este mai gumoasa iar carnea are gust mai puternic. Multe restaurante franceze servesc Andouillette ca o mancare calda, iar străinii au fost dezgustați de aromă, încât îl consideră necomestibil (vezi legăturile externe). Pe când unii consideră că Andouillettul fierbinte miroase a fecale, toate astfel de substanțe sunt înlaturate din motive de siguranța a mâncării. Aroma de fecale este atributită folosirii colonului de porc in cârnați și își are originea în aceiași compuși care dau fecalelor mirosul lor caracteristic.